# Front populaire de libération de la Palestine
Pour les articles homonymes, voir Front populaire.
Le Front populaire de libération de la Palestine (en arabe : الجبهة الشعبية لتحرير فلسطين (al-Jabhah al-Sha`biyyah li-Taḥrīr Filasṭīn), abrégé FPLP) est une organisation politique et paramilitaire marxiste-léniniste palestinienne issue du Mouvement nationaliste arabe, qui défend à l'origine le nationalisme arabe, fondée en 1967 par Georges Habache. 
Il adopte par la suite le marxisme en 1969, ce qui amènera à une scission conduite par Ahmed Jibril qui formera le Front populaire de libération de la Palestine-Commandement général.
Membre de l'Organisation de libération de la Palestine, il est dans les années 1970 le deuxième mouvement palestinien le plus important après le Fatah. 
Le FPLP est historiquement l'un des groupes les plus radicaux de la cause palestinienne, en opposition au processus de paix et aux accords d’Oslo. Il refuse toute reconnaissance d’Israël et tout compromis territorial. Il se positionne pour une solution à un seul État binational, « une Palestine démocratique et populaire, où les Arabes et les Juifs vivraient sans discrimination ». 
Prônant la lutte armée pour libérer toute la Palestine historique (incluant le territoire d’Israël actuel), Le FPLP a commis plusieurs détournement d'avions israéliens à partir de 1968 avec sa branche armée, les brigades des aigles rouges (renommée en Brigades d'Abou Ali Moustapha en 2001), avant de renoncer à cette pratique en 1972. 
Il est considéré comme organisation terroriste par plusieurs pays, dont les États-Unis, l’Union européenne, et Israël.

## Doctrine
La doctrine du FPLP s’exprime principalement par le rejet du sionisme et par la promotion du nationalisme palestinien, dans une perspective socialiste révolutionnaire. En effet, l'idéologie du mouvement se fonde sur le marxisme-léninisme et le nationalisme arabe. Ainsi, le FPLP se décrit comme anti-impérialiste et s'oppose au capitalisme et aux classes exploitantes arabes.
Ce groupe rejoint l'Organisation de libération de la Palestine (OLP) en 1968 et devient, dans l'organisation, le deuxième groupe par son importance après le Fatah de Yasser Arafat. Le FPLP est considéré comme représentant la ligne dure du militantisme nationaliste palestinien, s'opposant à la position plus modérée du Fatah. Le mouvement milite pour une résolution du conflit israélo-palestinien fondée sur un seul État qui rassemblerait Arabes et Juifs sans considérations religieuses ou ethniques,.

## Historique
Le Front populaire de libération de la Palestine est fondé à Beyrouth en 1967. Il réunit le Mouvement Nationaliste Arabe pour la Palestine dirigé par Georges Habache et trois plus petites organisations : le Front de libération de la Palestine d’Ahmed Jibril, les Jeunesses de la vengeance de Nayef Hawatmeh et les Héros du retour. Le mouvement se présente comme marxiste et reconnait la lutte armée comme un moyen essentiel de libération de la Palestine. Il développe un discours socialiste prônant la révolution de la société tout entière, en commençant par les camps de réfugiés, les populations arabes et même la société israélienne.

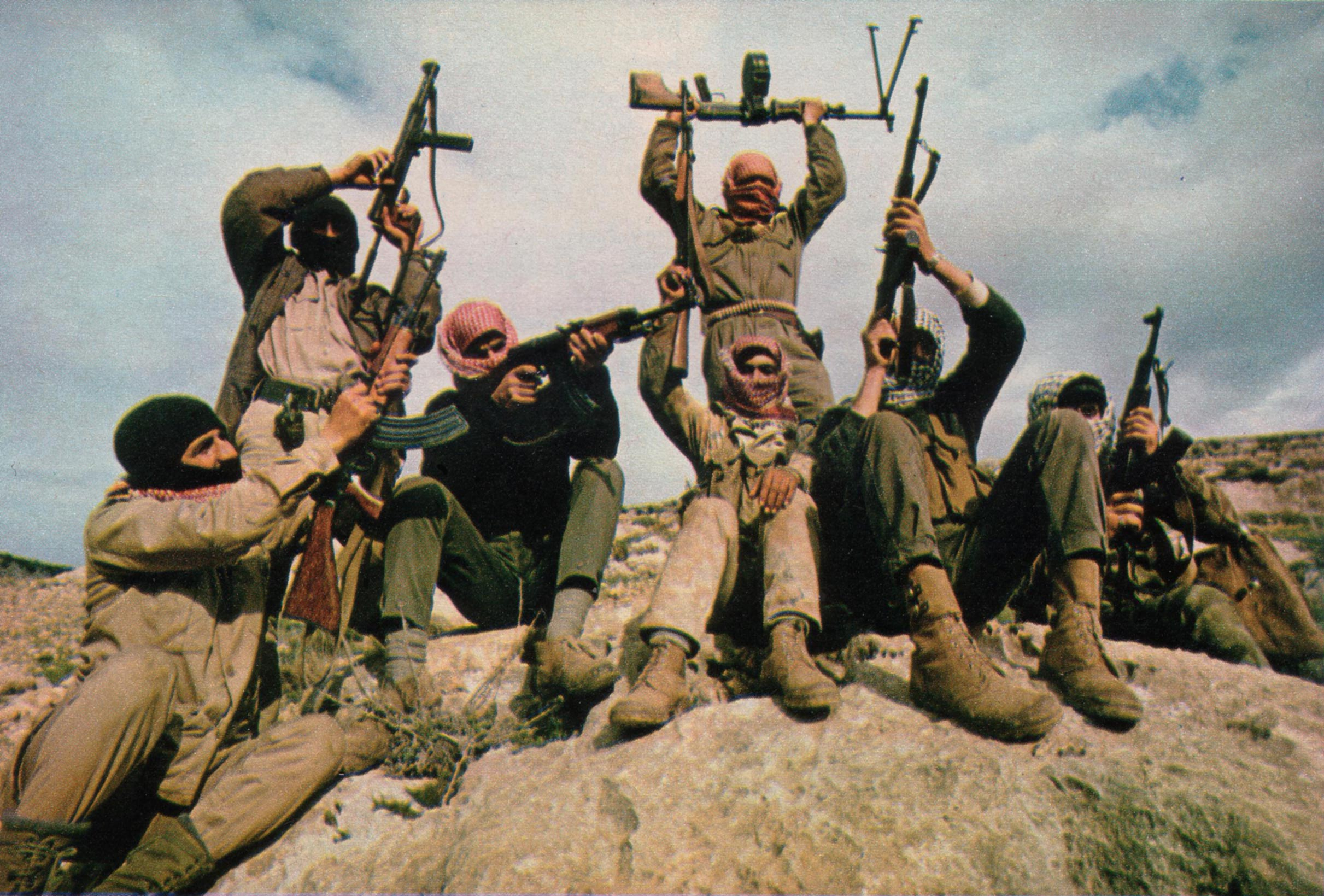
Membres du FPLP en 1969, en Jordanie.

Le FPLP a connu plusieurs scissions depuis sa création :
- en 1968, Ahmed Jibril forme un groupe indépendant Front populaire de libération de la Palestine-Commandement général soutenu par la Syrie ;
- en 1969, Nayef Hawatmeh forme le Front démocratique pour la libération de la Palestine (FDLP), idéologiquement plus proche des maoïstes.

Le FPLP s'oppose au régime jordanien du roi Hussein et aurait tenté d'assassiner celui-ci. Le début de l’année 1970 est marqué par une radicalisation de l’action des fedayin proches du FPLP en Jordanie, ce qui entraîne l’arrêt du financement de l’OLP par certains États arabes.
Le 30 mai 1972, le massacre de l'aéroport de Lod, en Israël, est perpétrée par l'Armée rouge japonaise alliée au FPLP. Il est le premier attentat-suicide au Moyen-Orient.
Mohamed Boudia, coordinateur du FPLP en Europe, est assassiné le 28 juin 1973 à Paris lors de l'opération Colère de Dieu menée par le Mossad, puis remplacé par le Libanais Michel Moukharbal.
La chute de l'Union soviétique, la poussée des mouvements palestiniens islamistes et les attaques ciblées israéliennes contre les dirigeants du FPLP ont fait perdre de son influence à cette organisation.
Le FPLP s'oppose à la signature des accords d'Oslo en 1993, estimant que ceux-ci marginalisent les réfugiés palestiniens et que la paix ne saurait être durable qu’avec la création d'un État binational. Il demeure néanmoins au sein de l’OLP, afin de peser dans la prise de décision, mais Georges Habache en quitte la direction.
Ahmad Saadat succède à Abou Ali Mustafa en 2001, après son assassinat à Ramallah par l'armée israélienne. Le mouvement via les brigades d'Abou Ali Moustapha, revendique, en octobre 2001, l'assassinat du ministre israélien du tourisme, Rehavam Zeevi. Saadat se réfugie dans la Mouqata'a auprès de Yasser Arafat, qui refuse alors de le remettre à Israël.
Après des négociations avec les États-Unis et le Royaume-Uni, un accord est conclu entre Israël et l'Autorité palestinienne. Saadat est arrêté et jugé devant un tribunal militaire. Il est emprisonné dans la prison palestinienne de Jéricho, et la responsabilité de sa surveillance est confiée aux Américains et aux Britanniques.
La cour suprême palestinienne déclare cette condamnation anticonstitutionnelle et ordonne sa libération, mais l'Autorité palestinienne s'y refuse. Début mars 2006, les gardiens américains et britanniques décident de quitter leur poste, rompant de facto l'engagement de Londres et de Washington d'assurer la surveillance de la prison de Jéricho.
L'Autorité palestinienne en ressort affaiblie dans la bande de Gaza ; les étrangers fuient le territoire alors que le Hamas tarde à constituer son cabinet après sa victoire aux élections législatives palestiniennes de 2006.
Le 14 mars 2006, l'armée israélienne lance un assaut contre la prison de Jéricho. Après une journée de siège, elle obtient la reddition de Saadat. Cet assaut fait deux morts et 20 blessés, tous Palestiniens (gardiens et prisonniers), et déclenche une série d'enlèvements d'Occidentaux dans la bande de Gaza.
Lors des élections municipales de 2005, la candidate du FPLP, Janette Khoury, est élue maire de Ramallah, grâce aux voix du Hamas, contre le candidat du Fatah. Elle est la première femme à être élue maire d'une grande ville palestinienne.
Le FPLP a participé aux élections législatives palestiniennes de 2006 sous le nom de « liste du Martyr Abu Ali Mustafa ». Il a obtenu 4,2 % des suffrages et trois sièges sur 132 dans le Conseil législatif palestinien. Ses députés sont Ahmed Saadat, Jamil Majdalawi et Khalida Jarrar. Le FPLP a obtenu ses meilleurs scores à Bethléem (9,4 %), Ramallah (6,6 %) et à Gaza Nord (6,5 %).
Le 25 décembre 2008, le secrétaire général du FPLP, Ahmad Saadat, est condamné à trente ans d'emprisonnement par le tribunal militaire d'Ofer (Israël). Il avait été capturé en janvier 2002 par les Israéliens. Des manifestations ont eu lieu à Bethléem pour fustiger cette condamnation d'un membre du Conseil législatif palestinien élu en janvier 2006.
Au cours des quinze dernières années, le FPLP semble avoir perdu de son influence. « Le dépérissement des idéaux de gauche » semble expliquer le faible impact électoral du mouvement dans les territoires palestiniens. Néanmoins, selon la politologue Aude Signoles, la personne et le mouvement de Georges Habache « ont grandement contribué au débat d'idées au sein de l’OLP ».
En octobre 2020, le Pôle démocratique progressiste, bras étudiant du FPLP, est déclaré « organisation terroriste » par le gouvernement israélien. En octobre 2021, le gouvernement israélien interdit six ONG palestiniennes, dont les organisations de défense des droits humains al-Haq et Addameer, les accusant d’être des « organisations terroristes » liées au FPLP. L'ONG israélienne B'Tselem, Amnesty International et Human Rights Watch ont condamné une décision « épouvantable » contre certaines des plus « importantes ONG palestiniennes ».

## Attitude à l'égard du processus de paix
Lors de sa création à la fin des années 1960, le FPLP soutenait la ligne établie de la plupart des fronts de guérilla palestiniens et excluait tout règlement négocié avec Israël qui aboutirait à la création de deux États. Au lieu de cela, Georges Habache en particulier, et divers autres dirigeants en général, ont préconisé un État doté d’une identité arabe dans lequel les Juifs auraient le droit de vivre avec les mêmes droits que n’importe quelle minorité. Le FPLP a déclaré que son objectif était de « créer une Palestine démocratique et populaire, où les Arabes et les Juifs vivraient sans discrimination, un État sans classes ni oppression nationale, un État qui permette aux Arabes et aux Juifs de développer leur culture nationale ».
Le programme du FPLP n'a jamais fait de compromis sur des points clés tels que le renversement des États arabes conservateurs ou monarchistes comme le Maroc et la Jordanie, le droit au retour de tous les réfugiés palestiniens dans leurs foyers dans la Palestine d'avant 1948, ou l'utilisation de la libération de la Palestine comme d'un argument et d'un conseil de lancement pour réaliser l’unité arabe – reflétant ses débuts dans le Mouvement nationaliste arabe. Il s'est opposé aux accords d'Oslo et a longtemps été opposé à l'idée d'une Solution à deux États au conflit israélo-palestinien, mais en 1999 il est parvenu à un accord avec les dirigeants de l'OLP concernant les négociations avec le gouvernement israélien. Cependant, en mai 2010, le secrétaire général du FPLP, Ahmad Saadat, a appelé à la fin des négociations entre l'OLP et Israël, affirmant que seule une solution à un seul État en forme d'État binational était possible.
En janvier 2011, le FPLP a déclaré que les Accords de Camp David étaient synonymes de « soumission, dictature et silence » et a appelé à une révolution sociale et politique en Égypte.
En décembre 2013, le FPLP a déclaré : « Le Hamas est un élément essentiel du mouvement national palestinien, et telle est la position du FPLP. » Malgré les différences idéologiques, le Hamas et le FPLP participent à des exercices militaires communs et défendent une solution à un seul État. Il est aussi allié au Hezbollah au Liban 

## Relations internationales
Le FPLP avait des liens dans les années 1980 avec la Chine, les pays du pacte de Varsovie et des pays arabes comme la Syrie, l'Irak, la Libye, et le Yémen du Sud, seul État communiste ayant existé dans le monde arabe. Lorsque ce soutien cessa ou diminua à la fin des années 1980 et dans les années 1990, le FPLP a cherché de nouveaux alliés et développé des contacts avec des mouvements chiites liés à l'Iran, malgré la forte adhésion du FPLP à la laïcité et son opposition à l'idéologie du Velayat-e faqih, anticommuniste. 
La relation entre le FPLP et la république islamique d'Iran a fluctué – elle s'est renforcée à la suite du départ du Hamas de l'Iran en raison de positions divergentes sur la guerre civile syrienne. Le FPLP prône une politique de neutralité dans le conflit syrien, et reçoit dès lors un soutien accentué de l'Iran pour contrebalancer les mouvements palestiniens islamistes,. Il s'est toutefois engagé militairement contre l'organisation État islamique pour défendre les camps de réfugiés palestiniens de Syrie sans pour autant appeler à s’allier aux troupes du gouvernement.
L'organisation est sur la liste officielle des organisations terroristes d'Israël, des États-Unis, du Canada, de l'Australie, des pays de l'Union européenne et du Japon.

### Liens avec des groupes allemands
Le 16 octobre 1969, des poursuites sont engagées à Francfort contre trois dirigeants de l'Union socialiste allemande des étudiants (Sozialistischer Deutscher Studentenbund, SDS) et, le 24 décembre 1969, les trois accusés sont condamnés à un an et neuf mois de prison mais, leur peine étant réduite en appel, ils seront libérés.
L'emprisonnement de Hans-Jürgen Krahl débouche sur la participation du président par intérim du SDS, Udo Knapp, accompagné de Daniel Cohn-Bendit et Joschka Fischer, à un congrès de solidarité avec l'Organisation de libération de la Palestine (OLP) à Alger à la fin décembre 1969. Joschka Fischer s'occupe ensuite du journal du SDS, en rentrant de ce voyage, mais la SDS sera dissoute peu après.
Hans-Jürgen Krahl meurt 13 février 1970, dans un accident de voiture. Sa mort soudaine permet aux membres du SDS, désormais divisés en deux, de se séparer sans plus s'affronter. Le 21 mars 1970, le SDS fut finalement dissout par acclamation d'une assemblée « plus ou moins fortuite et hétérogène, dans la Maison des étudiants de Francfort ».
Les groupes terroristes allemands permettront au FPLP d'entrer en des lieux où la présence des Palestiniens aurait attiré des suspicions. Les fondateurs de la RAF, Andreas Baader et Ulrike Meinhof qui l'avait libéré avec l'usage mortel d'une arme à feu en avril 1970, partent quelques semaines plus tard dans un camp d’entraînement du Fatah en Jordanie sous le commandement d'Ali Hassan Salameh, qui deux ans après organise la prise d'otages des Jeux olympiques de Munich de 1972 au cours duquel il exige la libération d'Andreas Baader et d'Ulrike Meinhof. Entre-temps, les premiers textes de la RAF ont été publiés en avril 1971 et en avril 1972.
Parmi ces Allemands, Hans-Joachim Klein expliquera qu'en tant que membre de la division internationale du groupe terroriste Revolutionäre Zellen, il a participé au raid contre l’OPEP de décembre 1975 en raison de son entraînement militaire, qui était alors très valorisé au sein des RZ, mais aussi parce que sa participation a garanti une forte rémunération du groupe terroriste Revolutionäre Zellen par le FPLP.
En avril 1976, une valise bourrée de plastic est glissée à bord d'un avion de Japan Airlines pour exiger en échange une rançon de 5 millions de dollars dont la majeure partie devait aller au FPLP et le reste aux Allemands.
Cette coopération voit aussi des efforts déployés entre le 13 et le 18 octobre 1977 quand le FPLP envoie un commando détourner un avion de la Lufthansa au cours de l'enlèvement de Hanns Martin Schleyer pour obtenir la libération de militants emprisonnés en Turquie.

## Attentats
Des années 1960 jusqu'à la fin des années 2000, le mouvement a commis surtout des détournements d'avions et des attaques contre des avions pas forcément israéliens. En 1972, le mouvement décide d’arrêter ses « actions extérieures » et décide de concentrer ses actions contre les Israéliens.
Pendant les années 1970, Ilich Ramírez Sánchez — dit Carlos—, terroriste vénézuélien d'extrême gauche proche du FPLP, organise plusieurs attentats et assassinats contre des personnalités proches d'Israël. Le mouvement continue ses actions contre des Israéliens sous forme d'attentats-suicide ou d'attaques contre des kibboutz.

### 12septembre1970:Dawson Field
Le 6 septembre, les vols d'avion SR-100 reliant Zurich à New York avec 143 passagers et 12 membres d'équipage, et le vol TWA-741 entre Francfort et New York sont détournés par des militants du Front palestinien vers l'aéroport de Zarka en Jordanie, connu sous le nom de Dawson Field. Le détournement d'un troisième avion, le Boeing 747 du vol El Al-719, échoue. Trois jours plus tard, le 9 septembre, le vol BOAC-775, est également forcé de se poser sur Dawson Field. Sur les 310 passagers et membres d'équipage, la majorité, soit les passagers non-juifs et les membres d'équipage sont libérés le 11 septembre, et le lendemain, les trois avions vides, le DC-8-53 HB-IDD baptisé « Nidwalden », le Vickers Super VC-10 G-ASGN de la BOAC et le Boeing 707 N8715T de la TWA, sont dynamités avec des explosifs par les ravisseurs devant la presse internationale. Les 56 otages restants, soit les Juifs et des Américains dont 40 sont présentés comme membres de l'armée israélienne et désignés « prisonniers de guerre »,,,, sont maintenus en détention jusqu’au 30 en échange de la libération de quatre militants du FPLP.

### Attentats imputés au FPLP contre des civils depuis 2000
- 27 août 2001 — Assassinat de Meir Lixenberg, responsable de la sécurité de quatre colonies de Cisjordanie[32].
- 18 octobre 2001 — Un commando du FPLP tue à Jérusalem le ministre israélien du Tourisme, Rehavam Zeevi, membre du parti Moledet, pour venger la mort de Abu Ali Mustafa. C’est le premier assassinat d’un ministre israélien par un groupe palestinien[33].
- 16 février 2002 – Attentat suicide dans une pizzeria à (en) Karnei Shomron, une colonie israélienne en Cisjordanie occupée (trois morts et 30 blessés).
- 27 avril 2002 – Des terroristes du FPLP entrent dans des maisons du Kibboutz Adora (en) ; deux militants tirent sur des habitants d'une colonie israélienne en Cisjordanie occupée (quatre morts et sept blessés).
- 20 juin 2002 – Un homme rentre dans une maison à Itamar, une colonie israélienne en Cisjordanie occupée, et tue un homme, ses trois enfants ainsi que leur voisin[34].
- 24 avril 2003 – Attentat suicide devant la station de train de Kfar Saba (un mort et 13 blessés).
- 11 mai 2003 – Tir sur le conducteur d’une voiture près de la colonie d'Ofra en Cisjordanie.
- 25 décembre 2003 – Attentat suicide à un arrêt de bus près de Petah Tikva, au nord-est de Tel Aviv (quatre morts et plus de 20 blessés).
- 1er novembre 2004 – Attentat suicide au marché Carmel à Tel Aviv (trois morts et plus de 30 blessés)[35].
- 18 novembre 2014 – Massacre de la synagogue de Har Nof à Jérusalem (quatre fidèles juifs et un policier sont tués, sept civils sont blessés)[36],[37],[38]. Le FPLP dément être derrière cet attentat[39].
- 29 juin 2015 – Attaque contre une voiture transportant des colons israéliens (quatre personnes sont blessées, dont une qui meurt le lendemain à l'hôpital)[40],[41].

### Participation du FPLP à l’assaut du 7 octobre 2023
Le FPLP a participé via sa branche armée (les Brigades d'Abou Ali Mustafa), à l’attaque du 7 octobre 2023 en Israël. Si le Hamas était l’organisateur principal, plusieurs groupes armés palestiniens ont participé à l’opération baptisé « Déluge d’Al-Aqsa », notamment le Jihad islamique palestinien, et le Front démocratique pour la libération de la Palestine,. 